# Свердловина б/н (Липча)
Свердловина б/н — гідрологічна пам'ятка природи місцевого значення. Об'єкт розташований на території Хустського району Закарпатської області, с. Липча.
Площа — 0,5 га, статус отриманий у 1990 році.